# Pływanie na Letnich Igrzyskach Olimpijskich 1968 – 200 m stylem klasycznym kobiet
200 m stylem klasycznym kobiet – jedna z konkurencji pływackich rozgrywanych podczas XIX Igrzysk Olimpijskich w Meksyku. Eliminacje odbyły się 22 października, a finał 23 października 1968 roku.
Faworytką wyścigu była rekordzistka świata Catie Ball, jednak po przyjeździe do Meksyku Amerykanka zachorowała i nie wystartowała w tej konkurencji. Pod nieobecność Ball mistrzynią olimpijską została Sharon Wichman ze Stanów Zjednoczonych, ustanawiając nowy rekord olimpijski (2:44,4). Srebrny medal, z czasem 2:46,4, zdobyła reprezentantka Jugosławii Đurđica Bjedov. Złota medalistka sprzed czterech lat, Galina Prozumienszczikowa z ZSRR, w finale uzyskała czas 2:47,0 i w walce o brąz o 0,1 s wyprzedziła swoją rodaczkę Ałłę Griebiennikową (2:47,1).

## Rekordy
Przed zawodami rekord świata i rekord olimpijski wyglądały następująco:
| Rekord            | Zawodniczka               | Czas   | Miejsce     | Data                 |       |
| ----------------- | ------------------------- | ------ | ----------- | -------------------- | ----- |
| Rekord świata     | Catie Ball                | 2:38,5 | Los Angeles | 26 sierpnia 1968     | [ 2 ] |
| Rekord olimpijski | Galina Prozumienszczikowa | 2:46,4 | Tokio       | 12 października 1964 | [ 3 ] |

W trakcie zawodów ustanowiono następujące rekordy:
| Data            | Etap konkurencji | Zawodniczka    | Czas   | Rekord |
| --------------- | ---------------- | -------------- | ------ | ------ |
| 23 października | finał            | Sharon Wichman | 2:44,4 | OR     |

## Wyniki

### Eliminacje
| Miejsce | Wyścig | Zawodniczka               | Państwo           | Czas     | Uwagi |
| ------- | ------ | ------------------------- | ----------------- | -------- | ----- |
| 1.      | 2      | Sharon Wichman            | Stany Zjednoczone | 2:46,8   | Q     |
| 2.      | 4      | Galina Prozumienszczikowa | ZSRR              | 2:47,8   | Q     |
| 3.      | 5      | Ana María Norbis          | Urugwaj           | 2:49,4   | Q     |
| 4.      | 3      | Swietłana Babanina        | ZSRR              | 2:49,8   | Q     |
| 5.      | 5      | Ałła Griebiennikowa       | ZSRR              | 2:49,8   | Q     |
| 6.      | 3      | Cathy Jamison             | Stany Zjednoczone | 2:50,1   | Q     |
| 7.      | 3      | Đurđica Bjedov            | Jugosławia        | 2:50,2   | Q     |
| 8.      | 4      | Chieno Shibata            | Japonia           | 2:50,6   | Q     |
| 9.      | 2      | Jill Slattery             | Wielka Brytania   | 2:51,2   |       |
| 10.     | 1      | Christl Filippovits       | Austria           | 2:51,3   |       |
| 11.     | 2      | Tamara Oynick             | Meksyk            | 2:52,4   |       |
| 12.     | 2      | Vreni Eberle              | RFN               | 2:52,5   |       |
| 13.     | 1      | Judy Playfair             | Australia         | 2:52,9   |       |
| 14.     | 4      | Sue McKenzie              | Australia         | 2:53,1   |       |
| 15.     | 1      | Dorothy Harrison          | Wielka Brytania   | 2:55,1   |       |
| 16.     | 5      | Yoshimi Nishigawa         | Japonia           | 2:55,3   |       |
| 17.     | 3      | Yvonne Brage              | Szwecja           | 2:56,3   |       |
| 18.     | 5      | Ann O’Connor              | Irlandia          | 2:56,4   |       |
| 19.     | 4      | Jo-Anne Barnes            | Australia         | 2:57,4   |       |
| 20.     | 4      | Yukari Takemoto           | Japonia           | 2:57,9   |       |
| 21.     | 5      | Klenie Bimolt             | Holandia          | 2:57,9   |       |
| 22.     | 4      | Ellen Ingvadóttir         | Islandia          | 2:58,2   |       |
| 23.     | 3      | Szlomit Nir               | Izrael            | 2:58,5   |       |
| 24.     | 2      | Víctoria Casas            | Meksyk            | 3:01,0   |       |
| 25.     | 2      | Diana Harris              | Wielka Brytania   | 3:03,4   |       |
| 26.     | 3      | Ana Elena de la Portilla  | Meksyk            | 3:03,5   |       |
| 27.     | 5      | Arlette Wilmes            | Luksemburg        | 3:06,7   |       |
| 28.     | 1      | Hedy García               | Filipiny          | 3:08,1   |       |
| 29.     | 1      | Tamara Orejuela           | Ekwador           | 3:08,5   |       |
| 30.     | 4      | María Moreño              | Salwador          | 3:15,4   |       |
| 31.     | 5      | Liana Vicens              | Portoryko         | 3:16,2   |       |
| 34. !   | 1      | Catie Ball                | Stany Zjednoczone | 9:99,9 ! | DNS   |
| 34. !   | 2      | María Castro              | Salwador          | 9:99,9 ! | DNS   |
| 34. !   | 3      | Uta Frommater             | RFN               | 9:99,9 ! | DNS   |

### Finał
| Miejsce | Zawodniczka               | Państwo           | Czas   | Uwagi |
| ------- | ------------------------- | ----------------- | ------ | ----- |
| 1. !    | Sharon Wichman            | Stany Zjednoczone | 2:44,4 | OR    |
| 2. !    | Đurđica Bjedov            | Jugosławia        | 2:46,4 |       |
| 3. !    | Galina Prozumienszczikowa | ZSRR              | 2:47,0 |       |
| 4.      | Ałła Griebiennikowa       | ZSRR              | 2:47,1 |       |
| 5.      | Cathy Jamison             | Stany Zjednoczone | 2:48,4 |       |
| 6.      | Swietłana Babanina        | ZSRR              | 2:48,4 |       |
| 7.      | Chieno Shibata            | Japonia           | 2:51,5 |       |
| 8.      | Ana María Norbis          | Urugwaj           | 2:51,9 |       |